# Тюрингенхаузен
Тюрингенхаузен (нем. Thüringenhausen) — община в Германии, в земле Тюрингия. 
Входит в состав района Кифхойзер.  Население составляет 109 человек (на 31 декабря 2010 года). Занимает площадь 3,79 км².